# Stara Hreblea, Radomîșl
Stara Hreblea (în ucraineană Стара Гребля) este un sat în comuna Oblitkî din raionul Radomîșl, regiunea Jîtomîr, Ucraina.

## Demografie
Componența lingvistică a localității Stara Hreblea
     Ucraineană (100%)
Conform recensământului din 2001, toată populația localității Stara Hreblea era vorbitoare de ucraineană (100%).